# 「516」化學毒氣部隊舊址
「516」化學毒氣部隊舊址，是一座位於黑龙江省齐齐哈尔市铁锋区的全国重点文物保护单位，曾是日本侵华战争期間516部隊的所在地。舊址長期缺乏有效的保護，曾分別被用作玻璃工厂和民居，後來在2002年列入第三批齐齐哈尔市文物保护单位，又在2005年1月31日列入第五批黑龙江省文物保护单位。2019年，更名为“侵华日军第516部队遗址”，并经过中华人民共和国国务院批准为第八批全国重点文物保护单位。

## 歷史
侵華日軍在九一八事變後佔領了黑龍江齐齐哈尔市，並在日本侵华战争爆發後加强在中國東北地區研究和准备化学战。1937年，日军在东北地區成立关东军技术部；到了1939年5月，技术部下設的化学兵器班独立為化学部，部队代号為「516」，設於齐齐哈尔市铁锋区东湖办事处。516部队的成員有250多人，負責研究、开发、制造、试验和训练使用化学武器，以及進行化学战试验；他們製備了芥子毒氣、路易氏劑、氰酸、光氣和二苯氰胂，进行了多次毒气试验，不少中国人、苏联人和蒙古人在试验中身亡。
在侵華日軍的溃败时期，516部队把部队的主体建筑摧毀，以掩盖其罪行，舊址只剩下军官宿舍、碉堡、烟囱、地道等建築物未被夷平。到了1945年日本投降後，516部队销毁了证物和化学武器试验设施，並把剩餘的毒剂和炮弹就地掩埋、或是抛進嫩江。

## 結構
「516」部队舊址的主体建筑本來是一座拐尺形的楼房，大概高4米、长30米、宽6米；其东侧已被拆除，南侧保留了一层楼，可以看到实验楼废墟、制瓶车间和营房锅炉房，楼底层西侧設有道口长1米、宽0.8米的地道。舊址還保留了516部队的部队车库和弹药库，以及一個高20米的方形烟囱。

## 保護
- 齐齐哈尔被中國共產黨接收後，當地政府一直偏重發展经济和民生，忽略對「516」化學毒氣部隊舊址的保护；而且，中華人民共和國成立後，齐齐哈尔的民眾聚焦於經濟和生产，加上對侵華日軍留下的遗址感到痛恨，因此沒有關注和支持舊址的保护工作[4]。出於這些原因，舊址長期缺乏有效保护，遭到废弃，又曾分別被用作玻璃工厂和民居；這導致舊址出現各種損毀情況，例如外墙有砖块脱落，内墙和门窗亦受破坏[4]。

- 「516」化學毒氣部隊舊址在2002年列入第三批齐齐哈尔市文物保护单位，並在2005年1月31日列入第五批黑龙江省文物保护单位[3]。即使如此，舊址仍然欠缺宣传和开发，保护工作被批評是「停留在挂牌保护」[4]。

- 2019年，更名为“侵华日军第516部队遗址”，并经过中华人民共和国国务院批准为第八批全国重点文物保护单位。